# Tifany Huot-Marchand
Tifany Huot-Marchand (Besançon, 10 mei 1994) is een Frans shorttrackster.

## Biografie
Huot-Marchand vertegenwoordigde Frankrijk op de Olympische Winterspelen van 2018 en 2022, maar bleef op elke afstand steeds steken in de eerste rit (de series). In 2019 en 2020 werd ze Frans allroundkampioen. Op de Europese kampioenschappen won ze één gouden, één zilveren en één bronzen medaille. De gouden medaille werd in 2021 behaald met de aflossingsploeg. In de finale reed Huot-Marchand met het Franse team na een val van de Nederlandse Suzanne Schulting en Cynthia Mascitto uit Italië onbedreigd naar de tweede plek achter Rusland, maar het Russische team werd bestraft voor het veroorzaken van de valpartijen bij Nederland en Italië. Frankrijk schoof hierdoor op naar de eerste plaats. Anderhalve maand later, tijdens de WK van 2021, behaalde Huot-Marchand met Frankrijk een zilveren plak bij het aflossingsonderdeel, omdat er andermaal twee ploegen in de finale onderuit gingen.